# Szabó Zoltán (teológus)
Szabó Zoltán (Alsószuha, Gömör és Kishont vármegye, 1902. november 24. – Budapest, 1965. február 20.) református lelkész, teológiai tanár, országgyűlési képviselő.

## Élete
Középiskoláit a sárospataki református kollégium gimnáziumában végezte, majd 1924-ig Sárospatakon, 1924-25 között pedig több szemeszteren át az utrechti, illetve a berlini egyetemen hallgatott teológiát. 1925-ben hitoktatóként kezdte a pályáját Sátoraljaújhelyen, majd a következő évben visszakerült Sárospatakra teológiatanárnak. 1932. december 13-án a debreceni tudományegyetem teológia fakultásán tett szigorlatot, ami alapján 1933. június 10-én doktorrá avatták.
Sárospatakon egyik alapítója és megszervezője volt – Újszászy Kálmánnal együtt – a népfőiskolának, a faluszemináriumnak és a városi cserkészéletnek. Igen sokat foglalkozott az ifjúsági élet és a néplélektan tanulmányozásával, faluszociológiával. Egész sor teológiai, néprajzi és népművelési tárgyú tanulmányutat tett külföldön, ezek, illetve a nemzetközi cserkésztalálkozók révén – mely utóbbiak közül hosszú időn át folyamatosan részt vett – Nyugat- és Észak-Európa szinte minden országát behatóan megismerte.
Nevéhez fűződik a magyar nemzeti építőtáborok rendszerének megalapozása; az első hazai főiskolai építőtábor 1934-ben az ő személyes vezetésével kezdte meg tevékenységét. Ennek résztvevői már az első két évi munkájukkal több Sárospatak környéki, zempléni falu bekötőútját építették ki, összekötve ezzel az érintett településeket a Hegyközi Kisvasúttal és piachoz juttatva az ott élő lakosságot.
Egyházkerületében főjegyző és zsinati tag, pályája egyik csúcspontján püspökhelyettes is volt. Ugyancsak tagja volt a református egyetemes konvent több bizottságának s egy időben kerületi vallásoktatási felügyelőként is működött. Kiterjedt publicisztikai tevékenységet folytatott: szerkesztője volt a sárospataki Református Lapoknak, valamint az Igazság és Élet folyóiratnak, de sok hírlapi cikke és önálló tanulmánya is megjelent, többek közt az igehirdetésről, az ifjúságvezetésről és missziói kérdésekről. Mint cserkésztiszt, egy alkalommal kettős életmentésért kapott kitüntetést.
Teleki Pállal való barátsága révén az 1930-as évek végére bekapcsolódott a politikai életbe is, és az 1939-es általános választáson országgyűlési képviselőnek választották a Magyar Élet Pártja Zemplén vármegyei listáján. Képviselői szerepvállalása miatt 1945-ben és 1946 elején többször is letartóztatták, ám mivel a fasizmus idején – Fekete Zsolt fedőnév alatt – részt vett az ellenállási mozgalomban, és ezt 1946. április 2-án a Miniszterelnökség is igazolta, az eljárást megszüntették ellene.
A sárospataki teológiai főiskola 1951-ben történt megszüntetése után egy időre visszavonult, de Békefi Benő nyíregyházi esperes révén 1952. decembertől Ófehértón kapott lelkészi állást, melyben négy évet töltött. 1956. december 18-tól pedig, Bereczky Albert püspök, zsinati elnök közbenjárására visszakerülhetett a Tiszáninneni egyházkerületbe; Noszvajon volt lelkész haláláig.

## Fő művei
- Az ifjúkor lélektana és az ifjúság lelkigondozása. Debrecen, 1932.
- Igehirdetésünk revíziója. Sárospatak, 1934.
- Kálvin a népi tudatban. (Vasady Bélával) Debrecen, 1936.
- Sárospataki törekvések a falu szolgálatára. 1939.
- Református keresztyén kis káté a Heidelbergi Káté alapján. 1940.
- Jakab apostol közönséges levelének magyarázata. 1940.
- A népfőiskolai mozgalom útja. 1942.

## Róla írott művek
- Nagy Barna: A tanítvány emlékezése dr. Szabó Zoltánra. Református Egyház, 1965. 5. szám.
- Nekrológ. Reformátusok Lapja, 1965. 12. szám.
- Koncz Sándor: Megemlékezés Szabó Zoltánról. Confessio, 1978. 4. szám.
- Varga András: Szabó Zoltán emlékezete. Reformátusok Lapja, 1982. 50. szám.